# 慣性上段ロケット

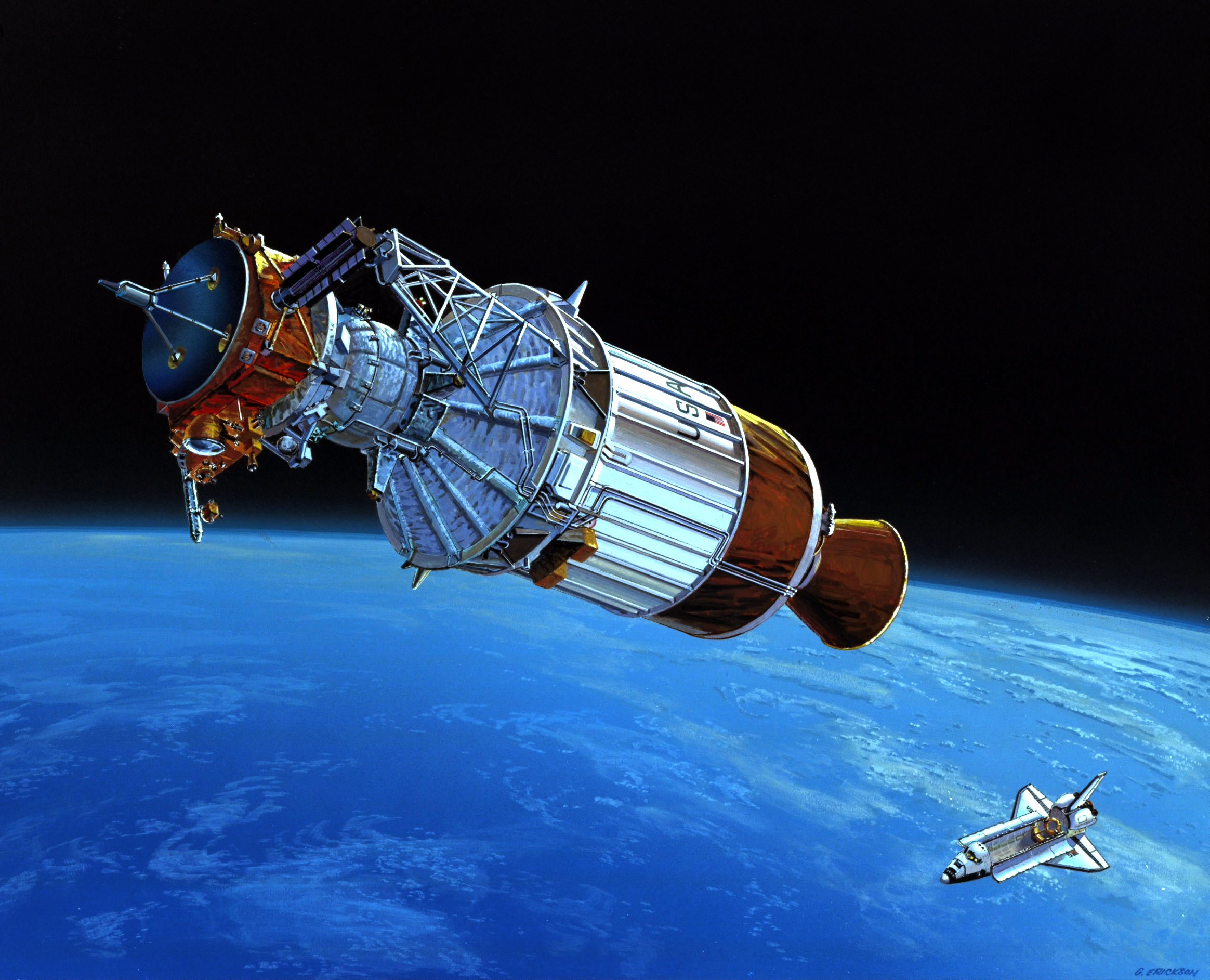
ユリシーズがスペースシャトルから放出される場面を描いた想像図

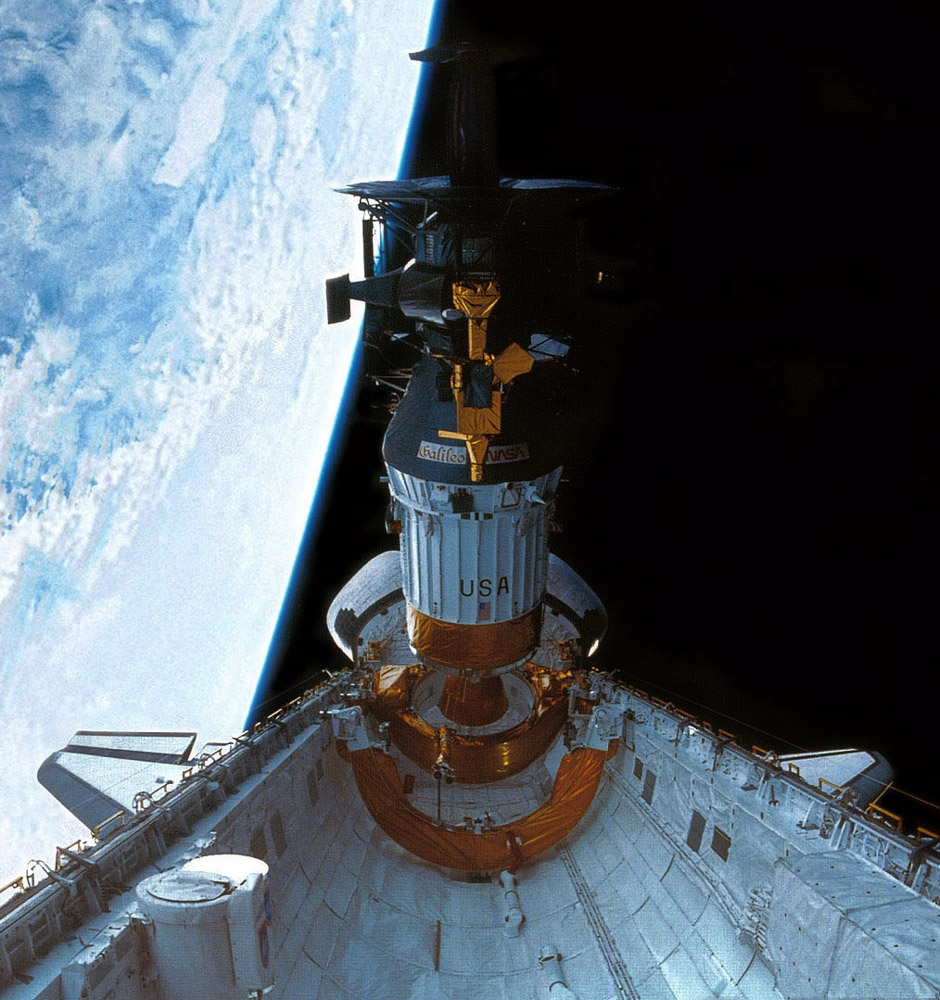
「ガリレオ」と、その下に接続されている慣性上段ロケット（IUS）ブースター。これらはスペースシャトル・アトランティスのSTS-34ミッションで宇宙へ打ち上げられ、その後放出された。

慣性上段ロケット（かんせいじょうだんロケット、英: Inertial Upper Stage: IUS, 元々は Interim Upper Stageとして知られていた）または慣性誘導上段ロケット（かんせいゆうどうじょうだんロケット）とは、二段構成の固体ロケットエンジンである。アメリカ空軍によって開発された。開発目的はタイタンIIIロケット、タイタン 34D、（後にタイタンIV）、またはスペースシャトルの貨物室から重くて大きなペイロードを打ち上げるためである。

## 開発
1969年から同74年にかけてスペースシャトル開発期を通じて、NASAは、米空軍が行う援助を受けつつ、スペースシャトル上でも、しかし同時にタイタンIIIにも切り替えて使えるロケットの上部ステージを欲していた。これにより、タイタンIII型は、サターンV型ロケットの派生型であり1973年に一度だけスカイラブを打ち上げるために使われたサターンINT-21以来の、合衆国軍用でもっとも強力な無人ロケットとなる予定だった。これは、万が一、スペースシャトルが開発途中の試験が遅延した際に使う保険として開発していた。しかし、NASAは、惑星探査ミッションにセントール上部段の別バージョンを使用することを検討していた。米空軍はトランステージというハイパーゴリック推進剤仕様の、ほとんどのタイタンIII型に使われた上段を使いたい、セントールは必要無いと思っていた。トランステージはセントールとは違い、シャトルのOMSやRCSと同じ燃料/酸化剤を使えた。
固体燃料のIUSはトランステージとセントールとの間を埋めるものとして作られたものだった。トランステージはNASAの大抵のペイロードの打ち上げに足りうるほどに強力では無く、ごく軽い衛星を軌道に乗せられる程の非力なもので力不足だった。それに対して、セントールは全ての軍事衛星や偵察衛星・電子諜報衛星を打ち上げるために必要とされていなかった。つまりこれ一本で小型・軽量級から大型・重量級までの衛星を打ち上げるためには能力が有りすぎて、まさに役不足だったのである。IUSは、スペースシャトルかタイタン 34Dのどちらかを使って、2つのアメリカ国防総省もしくはアメリカ国家安全保障局の大型偵察衛星（DSP衛星）をソビエト連邦の衛星よりも上空を飛ぶふさわしい軌道に投入するのに、または単一のNASAの衛星（よく知られているものにTDRS等が有る）を静止軌道に投入するのに十分な能力を持っていた。
IUSの最初の打ち上げは1983年、スペースシャトルSTS-6ミッションの少し前、ケープカナベラル空軍基地からタイタン 34Dを使ってのものだった。ボーイングがIUSの主要な請負人だった。協力企業としてユナイテッド・テクノロジーズ社化学システム部門がIUSの固体ロケットモーターを製造した。

## 働き
IUSは二段ロケットだった。タイタン・ロケットにより離翔し、または、スペースシャトルの「貨物（カーゴ）」として格納されて、それらのロケットと一緒に打ち上げられた。
タイタン打ち上げでは、一段目と二段目および補助固体ブースタがIUSをペイロードと共に運び上げ、低軌道まで打ち上げたものだった。そこでIUSはタイタンと切り離され、より高高度の軌道へと遷移する楕円軌道に移すためのIUS自身の第一段目を点火したのである。
シャトル打ち上げでは、貨物室が開けられ、IUS とペイロードが50度の角度で持ちあげられて放出された。シャトルがペイロードから安全な距離を充分にとって離れると、第一段目を点火して、そこからはタイタンでの打ち上げミッションと同様に”トランスファ軌道”に入ったのであった。遠地点へと近づく直前に第一段目と段間部を切り離し、丁度、遠地点で軌道の形を円形にするために第二段を着火し、衛星を分離した。その後、高度調整ジェットをつかって逆噴射を行い、IUS が運んできたペイロードとぶつかる危険を避けるために軌道を落としたのである。
追記すると、下記の通信衛星・偵察衛星打ち上げミッションでは、衛星は24時間で一周する静止軌道に乗せられたが、IUS は惑星間探査機を加速するのにも使われた。それらの探査機打ち上げミッションでは、第一段目が燃え尽き分離してからすぐに第二弾目が点火された。低い高度で第二段目に点火することで、探査機は地球軌道から離脱するのに必要なだけの速度を得ることができた。

## IUS が使われた打ち上げ任務
2007年現在、以下のミッションはIUS を使って打ち上げられた。これらのほとんどがスペースシャトルからの打ち上げである。1986年のチャレンジャー号事故ののち、スペースシャトル用セントールが禁止されてから特に増えた。
| #  | 日付            | 打ち上げロケット | ペイロード （衛星名）                                | 備考 | 画像      |
| -- | --------------- | ---------------- | ---------------------------------------------------- | --- | --------- |
| 1  | 1982年 10月30日 | タイタン 34D     | DSCS-II F16(英) DSCS-III A1                          | フライトの殆どの時間において テレメトリを受信できなかったにもかかわらず、 ミッションは成功した。                                                                                | No image. |
| 2  | 1983年 4月4日   | STS-6            | TDRS A                                               | 姿勢制御系の不具合により二段目が宙返りをうった。 地上の管制官は数週間以上にわたって 衛星を正しい軌道に載せるために 衛星本体に積んでいる過剰な燃料を吹かさなければいけなかった。 |           |
| 3  | 1985年 1月24日  | STS-51-C         | Magnum 1(en)                                         | アメリカ国防総省による 軍事機密ペイロード （Classified DoD payload.：以下CDP）                                                                                                  | No image. |
| 4  | 1985年 10月3日  | STS-51-J         | DSCS-III B4 DSCS-III B5                              | CDP | No image. |
| 5  | 1986年 1月28日  | STS-51-L         | TDRS B                                               | チャレンジャー号事故により破壊された。 | No image. |
| 6  | 1988年 9月29日  | STS-26           | TDRS C                                               | |           |
| 7  | 1989年 3月13日  | STS-29           | TDRS D                                               | | No image. |
| 8  | 1989年 5月4日   | STS-30           | マゼラン                                             | 金星探査機 |           |
| 9  | 1989年 6月14日  | タイタン IVA     | DSP 14                                               | | No image  |
| 10 | 1989年 10月18日 | STS-34           | ガリレオ                                             | 木星、および その衛星の探査機 |           |
| 11 | 1989年 11月22日 | STS-33           | Magnum 2                                             | CDP | No image. |
| 12 | 1990年 10月6日  | STS-41           | ユリシーズ                                           | |           |
| 13 | 1990年 11月13日 | タイタン IVA     | DSP 15                                               | | No image. |
| 14 | 1990年 11月15日 | STS-38           | Magnum 3、 もしくは SDS-2(英) 正確なペイロードは不明 | CDP | No image. |
| 15 | 1991年 8月2日   | STS-43           | TDRS E                                               | |           |
| 16 | 1991年 11月24日 | STS-44           | DSP 16                                               | |           |
| 17 | 1993年 1月13日  | STS-54           | TDRS F                                               | |           |
| 18 | 1994年 12月22日 | タイタン IVA     | DSP 17                                               | | No image. |
| 19 | 1995年 7月13日  | STS-70           | TDRS G                                               | TDRS-Bの代替 |           |
| 20 | 1997年 2月23日  | タイタン IVB     | DSP 18                                               | | No image. |
| 21 | 1999年 4月9日   | タイタン IVB     | DSP 19                                               | IUS 第二段からの分離に失敗。 | No image. |
| 22 | 1999年 7月23日  | STS-93           | チャンドラX線観測衛星                                | |           |
| 23 | 2000年 5月8日   | タイタン IVB     | DSP 20                                               | | No imgae. |
| 24 | 2001年 8月6日   | タイタン IVB     | DSP 21                                               | | No image. |
| 25 | 2004年 2月14日  | タイタン IVB     | DSP 22                                               | | No image. |

## 現状
今のところ、IUS よりもっと使いやすく効率的なセントール上段が、新型のアトラス Vも含んだアトラスロケットで使われているため、IUS は事実上の"semi-retired"、「準退役」状態に置かれている。しかしながら、将来において、デルタ IVを増強させるために使われるかもしれない。もしかしたら、例えばアレスIやアレスVのような現時点で未だ計画段階にあるシャトル派生型ロケットにおいて上段として使われるかもしれない。
しかしながら万に一つでもありそうに無いことだが、最後に残った慣性上段ロケットを使った最終打ち上げとして、かつボーイング社のIUSチームが解散していなければ、将来にわたってのIUS衛星搭載ロケットの生産は、全く以って高額なものになるだろう。

### 打ち上げ機
- タイタン (ロケット)
- スペースシャトル
- タイタン 34D
- タイタン IV

### 軌道
- 人工衛星の軌道
  - 人工衛星の軌道要素も参照のこと
- 静止トランスファ軌道
- 静止軌道
- 近点・遠点
- アポジキックモーター